# Carabuque (província)
Carabuque (em turco: Karabük) é uma província do norte da Turquia, situada na região do Mar Negro, com capital na cidade homónima. Tem 4 142 km² de área e em dezembro de 2021 tinha 249 287 habitantes (densidade: 60,2 hab./km²).